# Kontrola dokumentów
Kontrola dokumentów sprawdzanie poprawności dokumentów pod względem formalnym, merytorycznym i rachunkowym. Dokument oceniony pozytywnie nabiera charakteru dowodu księgowego i może być podstawą dokonywania zapisów księgowych. 
Kontrola formalna dotyczy zgodności zaszłości gospodarczej i opisującego ją dokumentu pod względem zgodności z uregulowaniami prawnymi.
Kontrola merytoryczna polega na sprawdzeniu zgodności treści dokumentu z rzeczywistym przebiegiem opisywanej w nim zaszłości gospodarczej.
Kontrola rachunkowa dotyczy poprawności obliczeń na sprawdzanym dokumencie.